# Kaudi
Der Kaudi (Phalloceros caudimaculatus), auch Schwanzfleckkärpfling, Einfleckkärpfling, Rautenfleckkärpfling oder Vielfleckkärpfling genannt, ist ein Fisch aus der Unterfamilie der lebendgebärenden Zahnkarpfen. Sein Verbreitungsgebiet erstreckt sich von Rio de Janeiro südlich bis nach Uruguay, Paraguay und dem nordwestlichen Argentinien. Er lebt in Weihern, Tümpeln, Teichen und Bächen.

## Merkmale
Weibchen erreichen eine Gesamtlänge von 4 bis 5 cm, Männchen eine Standardlänge von 2,5 bis 3 cm. Das Erscheinungsbild ist typisch für lebendgebärende Zahnkarpfen, die Färbung ist grauoliv oder olivgrün, die unpaaren Flossen oft gelblich, die Rückenflosse der Männchen oft schwarz gesäumt. Das Gonopodium der Männchen hat einen charakteristischen abwärtsgebogenen Haken.
Flossenformel: Dorsale 7–8, Anale 9–11.

## Fortpflanzung
Kaudiweibchen bringen nach einer Tragzeit von 24 bis 30 Tagen 10 bis 50, sehr große Weibchen auch 80, Jungfische zur Welt, die bei der Geburt eine Länge von 5 bis 6 mm haben. 

## Aquaristik
Der Kaudi war 1898 der erste Lebendgebärende Zahnkarpfen, der zum Zweck der Aquarienhaltung nach Deutschland importiert wurde, und hat wesentlich zur Popularisierung der Aquarienhaltung tropischer Fische beigetragen. Für ein Zuchtpaar wurden damals bis zu 150 Goldmark gezahlt. Heute ist seine Bedeutung angesichts zahlreicher sehr viel farbigerer tropischer Zierfische eher gering. In der Aquaristik ist eine als Gefleckter Kaudi bezeichnete Farbmorphe, die sich durch eine mehr oder weniger starke Schwarzscheckung (Männchen meist mehr als Weibchen) auszeichnet, am weitesten verbreitet. Eine andere Morphe ist der rötlich-braune Fleckenlose Kaudi, auch als „Goldgambuse“ bezeichnet.